# عمر عبد الله الجاوي
عمر عبد الله الجاوي (1938 - 1997) سياسي، إداري، مؤلف يمني ولد في (الوهط), في مديرية تبن، في محافظة لحج، تلقى دراسته الابتدائية في مدارس بلاد لحج، ثم عمل مدرسًا لمدة ثلاث سنوات في مدرسة مدينة (الوهط) الابتدائية، ثم انتقل إلى مدينة تعز، ومنها سافر في منحة دراسية إلى القاهرة؛ حيث درس فيها الإعدارية والثانوية، وشارك في تأسيس اتحاد الطلبة اليمنيين هناك، وانتخب عضوًا في الهيئة الإدارية لهذا الاتحاد في مؤتمره التأسيسي عام 1375 هـ / 1956م، وعرف بميوله الماركسية؛ فطُرِد مع عدد من زملائه من قبل السلطات المصرية بسبب ذلك، وعاد إلى مدينة تعز عام 1377 هـ / 1958م، وبعد فترة حصل على منحة دراسية إلى موسكو؛ حيث أنهى دراسته الجامعية، وحصل على درجة الماجستير في الصحافة سنة 1386 هـ / 1966م 

## مناصب وأدوار
شارك في تأسيس رابطة طلاب اليمن، وانتخب رئيسًا لها في مؤتمرها الأول عام 1386 هـ / 1966م، ثم عاد إلى اليمن وعمل مدرسًا في مدرسة (المركز الحربي) في مدينة تعز، ثم عيَِن رئيسًا لصحيفة «الثورة» اليومية الصادرة في مدينة صنعاء، وأثناء ذلك شارك في تأسيس وكالة الأنباء اليمنية «سبأ» في مدينة صنعاء، وتولى رئاستها، كما شارك في تأسيس وقيادة المقاومة الشعبية للدفاع عن الثورة الجمهورية أثناء حصار القوات الملكية لمدينة صنعاء سنة 1388 هـ / 1968م، كما شارك في تأسيس «حزب العمال والفلاحين» سنة 1389 هـ / 1969م، ثم سافر إلى موسكو لمواصلة دراسته العليا، وسجَّل مشروعه لرسالة الدكتوراه بعنوان: «التحرير الإعلامي في البلدان النامية» إلا أنه لم يواصل دراسته وعاد إلى مدينة عدن، وعمل مديرًا للإذاعة والتلفزيون، وعمل مع بعض رفاقه على تأسيس تنظيم سياسي باسم (حزب العمل اليمني) سنة 1391 هـ / 1971م، ثم ترك العمل الحزبي وسعى إلى تأسيس اتحاد الأدباء والكتاب اليمنيين، وأصدر مجلة عن هذا الاتحاد باسم (الحكمة), وتولى رئاسة تحريرها، وانتخب أمينًا عامًّا لهذا الاتحاد منذ تأسيسه حتى عام 1410 هـ / 1990م، كما شارك في صياغة دستور دولة الوحدة من خلال عمله عضوًا في اللجنة الدستورية التي شكلت عام 1392 هـ / 1972م لهذا الغرض.
وفي عام 1409 هـ / 1989م دعا إلى تأسيس المجلس اليمني للمنظمات المهنية والإبداعية، وتولى رئاسة هذا المجلس. وبعد قيام الوحدة اليمنية عام 1410 هـ / 1990 م استأنف نشاطه السياسي والحزبي بتأسيس حزب (التجمع الوحدوي اليمني)، وإصدار صحيفة (التجمع) الناطقة باسم هذا الحزب، وقد انتخب أمينًا عامًّا لهذا الحزب، وعُيِّن في نفس العام مستشارًا لمجلس الرئاسة بدرجة وزير.
في عام 1413 هـ / 1993م، شارك في لجنة (الحوار الوطني) التي كلفت بصياغة وثيقة العهد والاتفاق 1994 لإنهاء الأزمة السياسية التي كانت قائمة بين الأطراف السياسية آنذاك، وقد شارك في التوقيع عليها مع زعماء التنظيمات والأحزاب السياسية في العاصمة الأردنية عمّان يوم 20 فبراير 1994م.

## محاولة اغتياله
في عام 1411 هـ / 1991 م أطلق مجهولون النار عليه وعلى المهندس حسن الحريبي أحد قادة حزب التجمع الوحدوي اليمني، فقتل المهندس (الحريبي)، وأصيب الجاوي إصابات بالغة، لكنه نجا من الموت.

## وفاته
توفي في عدن يوم الثلاثاء 23 ديسمبر 1997 عن عمر ناهز 59 عاماً.

## مؤلفاته
1. حصار صنعاء (ريبورتاج صحافي) – 1975 م – مطابع صوت العمال – عدن.
2. الزبيري.. شاعر الوطنية – 1972 م – مطبعة الجمهورية – عدن.
3. صمت الأصابع (شعر) – 2003 م – اتحاد الأدباء والكتاب اليمنيين – صنعاء.
4. الصحافة النقابية في عدن (بحث) – 1976 م – مؤسسة 14 أكتوبر –عدن.
5. ترجم عن اللغة الروسية كتاب: «سياسة الاستعمار البريطاني في عدن» للباحثة فالكوفا.
6. كتب العديد من مقالات الرأي الجريئة، فضلا عن كتابته افتتاحيات متميزة كانت مثيرة للجدل السياسي على امتداد نحو 18 عاما قبل الوحدة اليمنية في مجلة الحكمة لسان حال اتحاد الأدباء والكتاب اليمنيين والتي كانت تُطبع في عدن وتوزع في شطري الوطن قبل الوحدة.